# Доліхокефалія

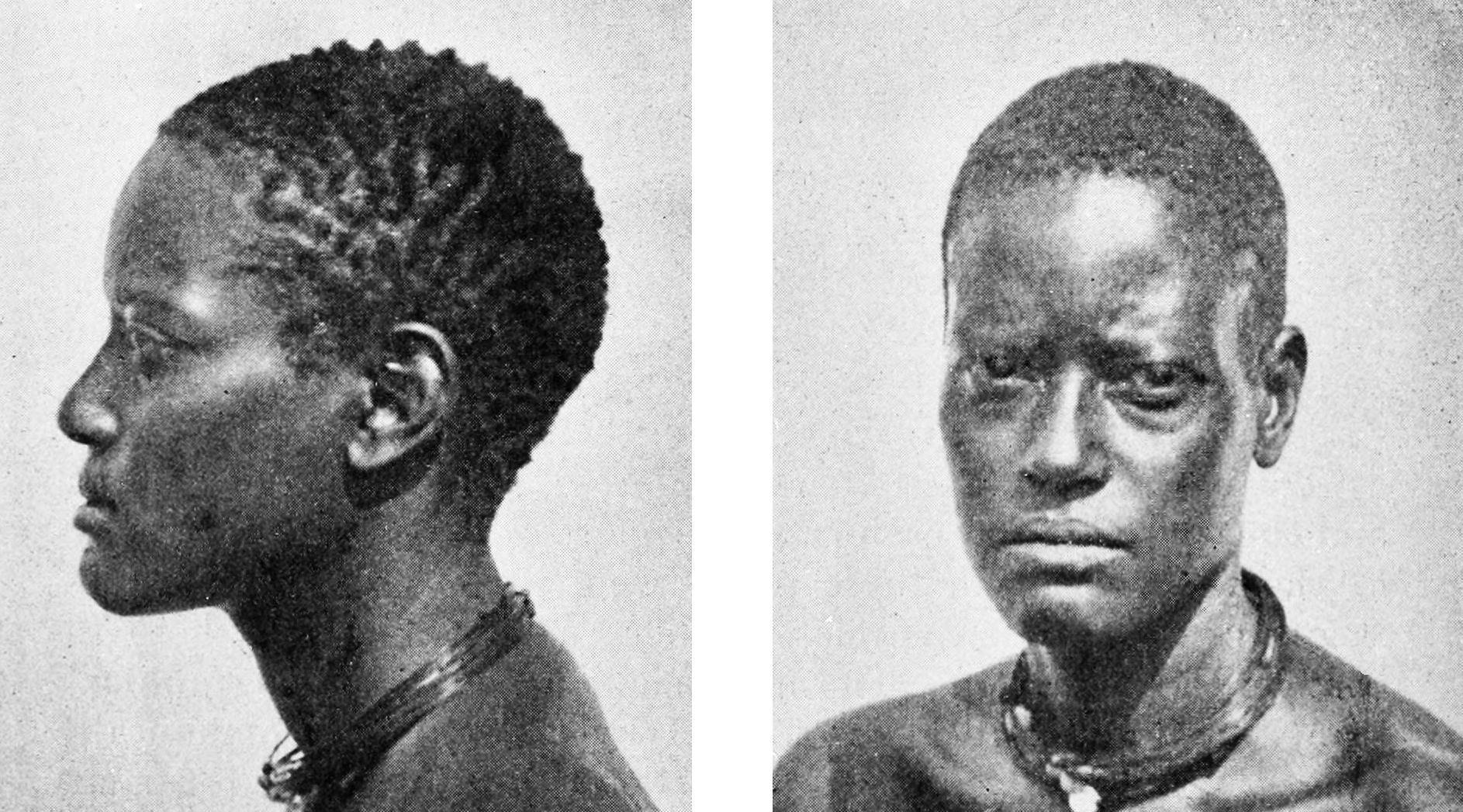
Представник негроїдів (Центральна Африка) із співвідношенням ширини до довжини голови в 70,0%

Доліхокефалія (від дав.-гр. δολῐχός «довгий» і ϰεφαλή «голова»; також доліхоцефалія, вузькоголовість, довгоголовість (видовження черепа)) — відносно довга і вузька форма голови людини. Характеризується низькими значеннями черепного показника, або поздовжньо-поперечного індексу, що виражає відношення максимального поперечного діаметра до максимального поздовжнього діаметра голови (для черепного показника застосовується термін «доліхокранія»). Методика вимірювання доліхокефалії — кефалометрія, доліхокранії — краніометрія. Ширина черепу при доліхокефалії становить 0,75 його довжини (головний показник складає 75,9% і нижче, в інших випадках черепний показник — 74,9% і нижче).
Крім доліхокефалії виділяють ще дві основні градації головного показника — мезокефалію (із середніми значеннями відношення ширини і довжини голови) і брахікефалією — (з високими значеннями). Для крайніх значень доліхокефалії в расознавстві використовуються терміни «гіпердоліхокефалія» — для дуже вузько і довгоголових пропорцій з головним показником 60,0 — 64,9%, і «ультрадоліхокефалія» — для вкрай вузько і довгоголових пропорцій з головним показником 55,0 — 59,9%. Черепний показник, значення якого вище мезокефального, але нижче доліхокефального, можуть називати субдоліхокефалією. Іноді також виділяють доліхомезокранію, яка в параметрах черепного індексу займає проміжне положення між доліхокранією і мезокранією.
Як і інші параметри головного показника доліхокефалія входить в число найважливіших антропологічних ознак, які характеризують людські раси. Доліхокефальними є, зокрема, представники атланто-балтійської європеоїдної раси, індо-середземноморської європеоїдної раси і австралоїдної раси. Індивіда або антропологічний тип, для яких характерна доліхокефалія, прийнято називати доліхоцефалами (або доліхокефалами).
Зміна головного показника в бік зменшення його значень, що протікає в певний історичний період, називається доліхокефалізація. Зворотне явище — брахікефалізація. У більшості людських популяцій процеси брахікефалізації переважають над доліхокефалізацією. Причини зміни значень черепного показника в той чи інший бік достовірно невідомі — жодна з безлічі гіпотез не є загальновизнаною.
В медицині при наявності відповідних неврологічних симптомів доліхокефалію (доліхоцефалію) можуть розглядати як варіант краніостенозу, який виникає в результаті передчасного зрощення сагитального шва черепа в період росту головного мозку.